# Edmontosaure
L'edmontosaure (Edmontosaurus, 'llangardaix d'Edmonton') és un gènere de dinosaure hadrosàurid (també anomenats dinosaures de bec d'ànec) del Maastrichtià, l'últim estatge del període Cretaci, fa entre 71 i 65 milions d'anys. Un exemplar adult podia arribar a superar els 9 metres de longitud i algunes de les majors espècies arribaven als 13 metres. Es tracta d'un dels hadrosàurids més grossos. L'edmontosaure era herbívor i bàsicament bípede, encara que segurament també es desplaçava sovint amb les quatre potes.
Les restes fòssils més ben conservades foren trobades l'any 1908 per Charles Hazelius Sternberg i els seus fills.